# 25gy busz (Budapest)
A budapesti 25-ös (gyors 25-ös) jelzésű autóbusz a Mexikói út és Rákospalota, Székely Elek út között közlekedett. A vonalat a Budapesti Közlekedési Zrt. üzemeltette.

## Története
1970. szeptember 1-jén a Korong utca és a Sipos Dénes utca között új gyorsjáratok indultak 125-ös és 125A jelzéssel. A 125-ös munkanapokon csúcsidőben járt, a 125A pedig szombaton, Ajándék utcai kitérő nélkül. Még ez évben november 21-étől a buszok az új Kacsóh Pongrác úti autóbusz-végállomásról indultak. 1973. február 10-étől a 125A busz helyett szombaton is a 125-ös gyorsjárat közlekedett. 1977. január 3-án jelzése 25-ösre változott. Az 1983–1985 közötti időszakban az M3-as autópálya bevezető szakaszának átadása után útvonala módosult, a Rákos út – Arany János utca – Eötvös utca szakasz felhagyásával, az új autópálya-szakaszon és a Felszabadulás útján át közlekedett. 1987. szeptember 1-jén a járat külső végállomása megváltozott, a Rákospalota, Compack Vállalatig közlekedett körforgalomban és betétjárata indult 25A jelzéssel a Kacsóh Pongrác út és a Hubay Jenő tér között. 1996. március 1-jén a 25-ös és a 25-ös vonalát a Rákospalota, Székely Elek útig lerövidítették. 2007. május 2-ától a reggel 7.17-kor induló busz meghosszabbított útvonalon, Rákospalota, MEDIMPEX-ig közlekedett. A 2008-as paraméterkönyv bevezetésekor a 25-ös járat jelzését 25E-re változtatták volna, a 25A-t pedig 225-ösre, ám végül szeptember 6-án előbbiből lett a 225-ös, utóbbiból pedig a 25-ös. Az addigi 25-ös busz megszűnt, helyét a meghosszabbított 5-ös busz vette át.

## Útvonala
| Rákospalota, Székely Elek út felé |
| Mexikói út vá. – Horváth Boldizsár utca – Amerikai út – Kacsóh Pongrác út – – Szentmihályi út – Szőcs Áron utca – Hubay Jenő tér – Deák utca – Fő út – Sződliget utca – Károlyi Sándor út – Rákospalota, Székely Elek út vá. |
| Mexikói út felé |
| Rákospalota, Székely Elek út vá. – Károlyi Sándor út – Sződliget utca – Pázmány Péter utca – Bácska utca – Hubay Jenő tér – Szőcs Áron utca – Szentmihályi út – – Ógyalla köz – Szőnyi út – Mexikói út – Mexikói út vá.      |

## Megállóhelyei
| 0                                                               | 0  | Mexikói út végállomás                   | 29 | 25, 25A, 32 74, 74A 3, 69                  |
| ∫                                                               | ∫  | Mexikói út                              | 19 | 25, 25A 74A                                |
| 5                                                               | 5  | Széchenyi út                            | 13 | 25, Palota                                 |
| 6                                                               | 6  | Szerencs utca                           | 11 | 24, 96                                     |
| 10                                                              | 10 | Fazekas sor (↓) Bezerédj Pál utca (↑)   | 9  | 96, 96A, 177                               |
| ∫                                                               | ∫  | Beller Imre utca                        | 6  | 25A, 96, 96, 96A, Palota                   |
| 13                                                              | 13 | Hubay Jenő tér                          | ∫  | 25, 25A, 70, 96, 96, 96A, 104, 170, Palota |
| 16                                                              | 16 | Pozsony utca (↓) Sződliget utca (↑)     | 4  | 25, 96 12                                  |
| 17                                                              | 17 | Kovácsi Kálmán tér                      | 2  | 25, 70, 170                                |
| 18                                                              | 18 | Árokhát út                              | 1  | 25, 70, 170 Rákospalota-Kertváros          |
| 19                                                              | 19 | Rákospalota, Székely Elek út végállomás | 0  | 25, 70, 170                                |
| A Mexikói úttól 7.17-kor induló busz a MEDIMPEX-ig közlekedett. |    |                                         |    |                                            |
| ∫                                                               | 22 | Rákospalota, MEDIMPEX végállomás        | ∫  | 70                                         |